# Agri (riu)
El riu Agri és un riu del sud d'Itàlia, a la Basilicata. Neix a la Piana del lago, a 1280 metres d'altitud, i després de recórrer 136 km desemboca al golf de Tàrent, prop de Policoro. Alimenta els llacs artificials de Petusillo i Gannano.
El seu nom antic era Aciris (grec antic: Ἄκιρις), i tant Plini el Vell com Estrabó diuen que era un riu de Lucània, que naixia als Apenins prop de Marsico Nuovo i desembocava al golf de Tàrent no gaire lluny d'Heraclea. L'Itinerari d'Antoní menciona un lloc, Acidios, que s'ha suposat que podria ser aquest riu, però sembla més aviat una ciutat.